# Тонхэ
Тонхэ́ (кор. 동해시?, 東海市?) — город в провинции Канвондо, Южная Корея. Два крупных порта — порт Тонхэ и порт в бухте Мукхо. Через город проходит железнодорожная ветка Йондон и автодорога Тонхэ.

## История
В древности на месте Тонхэ располагался племенной союз Сильчхик. В эпоху династии Чосон, в 1631 году, в хрониках появляется деревня Пакконни, входившая в район (теперь город) Самчхок. К 1648 году относится упоминание деревни Мансанни, входившей в район (теперь город) Каннын. Со временем эти две деревни выросли в два достаточно крупных и урбанизированных населённых пункта, Пукпёнмён и Мансанмён, соответственно. В 1979 году вышло постановление о создании на основе этих двух административных единиц города Тонхэ. Постановление вступило в силу 1 апреля 1980 года.

## География
Город расположен в юго-восточной части провинции Канвондо, на берегу Японского моря (бухта Тонхэ). Ландшафт преимущественно горный, вдоль берега тянется полоса песчаных пляжей. Граничит с уездом Чонсон на западе, городом Самчхок на юге и городом Каннын на севере. Ландшафт преимущественно горный, крупные залежи известняка.

## Административное деление
Тонхэ административно делится на 10 тон (дон):
| Название   | Хангыль | Площадь, км² | Население, чел |
| ---------- | ------- | ------------ | -------------- |
| Мансандон  | 망상동  | 25,72        | 4221           |
| Мукходон   | 묵호동  | 3,35         | 4767           |
| Пархандон  | 발한동  | 1,15         | 5550           |
| Пугоктон   | 부곡동  | 5,09         | 7385           |
| Пукпхёндон | 북평동  | 19,31        | 10 777         |
| Пуксамдон  | 북삼동  | 16,66        | 21 179         |
| Самхвадон  | 삼화동  | 90,32        | 4 062          |
| Сонджондон | 송정동  | 0,75         | 13 066         |
| Тонходон   | 동호동  | 2,88         | 5292           |
| Чхонгоктон | 천곡동  | 10,40        | 27 483         |

## Экономика
В городе располагается промышленный комплекс «Пукпён» (основные отрасли производства — металлургия и лёгкая промышленность). В декабре 2005 года комплекс «Пукпён» стал свободной экономической зоной. Также в экономике города существенную часть занимают порты — порт Тонхэ и порт в бухте Мукхо. Развито рыболовство — всего на территории города в 2005 году было зарегистрировано 346 рыболовных судна. Бюджет города на 2005 год составляет 1993 млрд вон.
Тонхэ — центр рыбных блюд суши в стране. Здесь располагается район, известный как «Сушитаун». Этот район растянут на два километра, в нём располагаются сотни магазинчиков, в которых продаётся свежее суши и его корейский аналог, рыба хве.

## Туризм и достопримечательности
Природные:
- Длинная полоса пляжей делает Тонхэ популярным морским курортом. В сезон здесь отдыхают десятки тысяч туристов.
- Горы Тонхэ расположены в западной части города. Популярен горный туризм и маунтинбайк. В окрестных горах проложено несколько маршрутов. Самые популярные места для горного туризма — гора Тутхасан и долина Мурын с водопадами.
- В окрестностях города находится множество пещер, некоторые из которых, например пещера Чхонгок, открыты для посещения туристами.

Исторические:
- В Тонхэ находится один из крупнейших буддийских монастырей Кореи, Самхваса, построенный в VII веке.
- Коттедж Хэамджон — резиденция знати в эпоху династии Корё.
- Крепость Тутхасансон — расположена на горе Тутхасан.

Фестивали:
- Каждый год в октябре проводится фольклорный фестиваль Мурын. Демонстрируется традиционное корейское искусство, выступления фольклорных коллективов.
- Фестиваль кальмаров — проводится ежегодно летом. Проводятся кулинарные выставки и поединки, а также состязания по ловле кальмаров голыми руками.
- Фестиваль восхода солнца — проходит в новогоднюю ночь. Легенда гласит, что первый восход солнца в году приносит счастье, поэтому каждый год 1 января на берегу Японского моря собирается публика для того, чтобы встретить первый восход[6].

## Символы
Как и большинство городов Южной Кореи, Тонхэ имеет ряд символов:
- Дерево: адиантум — символизирует следование традициям.
- Цветок: цвет абрикоса — символизирует чистоту и непорочность.
- Птица: чайка — символизирует противостояние невзгодам.

## Высшее образование
Высшие учебные заведения:
- Университет Тонхэ.

## Города-побратимы
Города-побратимы Тонхэ:
- Цуруга (префектура Фукуи), Япония — с 1981.
- Находка (Приморский край), Россия — с 1991.
- Тумэнь (провинция Гирин), Китай — с 1995.
- Федерал Уэй (штат Вашингтон), США — с 2000.